# Орманчи
Орманчи́ (укр. Орманчи, крымскотат. Ormançı, Орманчы) — исчезнувшее село в Джанкойском районе Республики Крым, располагавшееся на северо-западе района, в степной части Крыма, на берегу одного из заливов Сиваша, примерно в 10—11 км к северо-западу от современного села Рюмшино.

### Динамика численности населения
- 1805 год — 92 чел.[5]
- 1892 год — 0 чел.[6]
- 1900 год — 18 чел.[7]
- 1915 год — 0/30 чел.[8][9]

## История
Первое документальное упоминание села встречается в Камеральном Описании Крыма… 1784 года, судя по которому, в последний период Крымского ханства Орманжи входил в Сакал кадылык Перекопского каймаканства.
После присоединения Крыма к России (8) 19 апреля 1783 года, (8) 19 февраля 1784 года, именным указом Екатерины II сенату, на территории бывшего Крымского Ханства была образована Таврическая область и деревня была приписана к Перекопскому уезду. После Павловских реформ, с 1796 по 1802 год, входила в Перекопский уезд Новороссийской губернии. По новому административному делению, после создания 8 (20) октября 1802 года Таврической губернии, Орманчи был включён в состав Джанайской волости Перекопского уезда.
По Ведомости о всех селениях в Перекопском уезде состоящих с показанием в которой волости сколько числом дворов и душ… от 21 октября 1805 года в деревне Арманчи числилось 15 дворов и 79 жителей крымских татар и 13 ясыров. На военно-топографической карте генерал-майора Мухина 1817 года обозначена деревня Орлган с 14 дворами. После реформы волостного деления 1829 года Орманчи, согласно «Ведомости о казённых волостях Таврической губернии 1829 года» оставили в составе Джанайской волости. На карте 1836 года в деревне 16 дворов, а на карте 1842 года Юрманчи обозначен условным знаком «малая деревня», то есть, менее 5 дворов — видимо, деревня заметно опустела в результате эмигриации жителей в Турцию.
В 1860-х годах, после земской реформы Александра II, деревню приписали к Ишуньской волости., но согласно «Памятной книжке Таврической губернии за 1867 год», деревня Орланчи стояла покинутая, оставаясь незаселённой в развалинах, ввиду эмиграции крымских татар 1860—1866 годов (особенно массовой после Крымской войны 1853—1856 годов) в Турцию.
Возродили поселение, как хутор, в конце XIX века. После земской реформы 1890 года Орманчи отнесли к Богемской волости того же уезда.
В «…Памятной книжке Таврической губернии на 1892 год» в сведениях о Богемской волости никаких данных о деревне, кроме названия, не приведено. По «…Памятной книжке Таврической губернии на 1900 год» на хуторе Орманчи числилось 18 жителей в 1 дворе. По Статистическому справочнику Таврической губернии. Ч.II-я. Статистический очерк, выпуск пятый Перекопский уезд, 1915 год, на хуторе Орманчи (казённый) Богемской волости Перекопского уезда числилось 2 двора с населением в количестве 30 человек только «посторонних» жителей, из которых 18 мужчин и 12 женщин. При хуторе числилось 22 десятины удобной земли. В хозяйствах имелось 25 лошадей, 12 коров и 135 голов мелкого скота. В последний раз, как Эмманча обозначен на карте Крымского статистического управления 1922 года и в дальнейшем в доступных источниках не встречается.